# Molippa lulesa
Molippa lulesa är en fjärilsart som beskrevs av William Schaus 1925. Molippa lulesa ingår i släktet Molippa och familjen påfågelsspinnare. Inga underarter finns listade i Catalogue of Life.